# Jembi
Jembi (kasachisch Ембі; russisch Эмба Emba) ist eine Stadt im Westen Kasachstans im Zentrum des Gebietes Aqtöbe mit etwa 11.800 Einwohnern.
Die im Zusammenhang mit dem Bau der Bahnstrecke Orenburg–Taschkent in den 1900er Jahren gegründete Ortschaft liegt im Audan Mughalschar am linken Ufer des 712 km langen, zum Kaspischen Meer fließenden Fluss Emba sowie an der Fernstraße A26 96 km südöstlich der Gebietshauptstadt Qandyaghasch.

## Geschichte
1937 erhielt die Ortschaft den Status einer Siedlung städtischen Typs und 1967 bekam Jembi die Stadtrechte verliehen.

## Bevölkerung
| Einwohnerentwicklung | Einwohnerentwicklung | Einwohnerentwicklung | Einwohnerentwicklung | Einwohnerentwicklung | Einwohnerentwicklung |
| 1959                 | 1970                 | 1979                 | 1989                 | 1999                 | 2009                 |
| -------------------- | -------------------- | -------------------- | -------------------- | -------------------- | -------------------- |
| 9.638                | 17.820               | 12.179               | 16.035               | 13.487               | 11.212               |